# Iveco Brazil
Iveco do Brasil est la filiale du constructeur de poids lourds italien Iveco au Brésil intégrée dans le groupe Iveco Latin America.
L'histoire d'Iveco au Brésil est étroitement liée à celle du groupe Fiat auquel elle appartient. Après une longue période pendant laquelle Fiat V.I. puis Iveco ont produit les modèles F.N.M. d'origine Alfa Romeo V.I. puis, après le rachat d'Alfa Romeo par Fiat, en intégrant les moteurs Fiat V.I., en 1985, en pleine crise financière du continent sud américain, Fiat décide d'arrêter la fabrication de ces anciens camions désormais obsolètes.

## Le retour d'Iveco au Brésil
La crise financière qui toucha les pays d'Amérique Latine dura jusqu'en 1993. Alors que la filiale argentine suffisait à satisfaire les commandes de tout le continent su américain, le vif réveil des économies incita le groupe Fiat à investir dans un second site de production, au Brésil, pour soulager l'usine Iveco Argentina dans la production de camions et d'autobus, elle deviendra rapidement le principal centre de production Iveco d'Amérique latine.
La filiale d'Iveco opère au Brésil depuis 1997. D'abord comme centre de commercialisation des modèles Iveco, notamment l'Iveco 190 destiné aux transports lourds sur longs trajets, puis très rapidement comme producteur local à partir de l'an 2000.

## La nouvelle usine de Sete Lagoas
Inaugurée en novembre 2000, Iveco produit des camions légers, moyens et lourds, des minibus. Désormais, Iveco pourra produire plus de 30 000 véhicules par an au Brésil.
En 2008, la société a enregistré sa meilleure année sur le marché brésilien, avec 12 000 unités vendues. La croissance des ventes a été de 90 %, ce qui en fait le fabricant de camions qui a le plus augmenté dans le pays. En 2007, Iveco avait vu ses ventes croître de 120%.
L'usine Iveco de Sete Lagoas (MG), où sont produits tous les modèles est la plus récente et la plus moderne usine de camions du Brésil.

## La gamme Iveco do Brazil
- Daily, début production en septembre 2000, dans les versions fourgon, châssis cabine et minibus,
- EuroTech, début de production en avril 2004, dans les versions lourdes,
- EuroCargo, début de production en janvier 2005, dans la gamme lourde,
- Stralis, début de production en août 2005, idem gamme européenne,
- EuroCargo châssis autobus, début de production en mars 2006,
- Cavallino, début de production février 2008,
- Tector, début de production novembre 2008,
- Trakker, début de production février 2009.

### Iveco Daily
En septembre 2000, Iveco lance le premier utilitaire Daily fabriqué au Brésil, dans les versions 40.8 et 49.10 à moteur turbo. Le moteur diesel à injection directe dispose, comme en Europe, du moteur 8140 Sofim de 2 500 cm3 de cylindrée. En ce qui concerne les prestations, la puissance du moteur de la version 40-8 est de 75 ch et le 49-10, en combinant turbo et intercooler, atteint 116 ch. Avec une forte capacité de charge de 3 180 kg, une structure basée sur un châssis robuste de type camion avec des longerons, la polyvalence de la gamme permet une utilisation et des applications les plus diverses en bénéficiant de plus de 50 variantes combinant van, minibus et camions légers.
Le modèle suivra la même évolution que l'original italien et est devenu une véritable gamme de camions légers allant jusqu'à 7 tonnes de PTC avec la version 70C16, équipée du moteur Fiat Powertrain Technologies F1C de 155 ch.
Actuellement le Daily détient 26,4 % du marché sud américain dans son segment. La version minibus est toujours présente au catalogue. Il a reçu le prix du camion de l'année 2008 d'Amérique Latine.
La gamme Fourgon équipée du moteur F1C de 2 998 cm3 développant 136 ou 155 ch à 3 500 tr/min avec un couple maxi de 300 N m de 1 400 à 3 200 tr/min ou 400 N m de 1 700 à 2 600 tr/min :
- 35S14 - 3,5 tonnes - 8,3/10,2/12,0 m3
- 45S14 - 4,5 tonnes - 12,0 m3
- 55C16 - 5,5 tonnes - 12,0/15,6/17,2 m3

La gamme châssis-cabine avec cabine simple ou double, équipée du moteur F1C :
- 35S14 - 3,5 tonnes
- 45S14 - 4,5 tonnes
- 55C16 - 5,5 tonnes
- 70C16 - 7,0 tonnes

### Iveco EuroCargo
Lancé en janvier 2005, l'EuroCargo brésilien ne reprend que la gamme haute européenne avec des combinaisons inconnues comme les versions 6x4 allant jusqu'à 250 ch.
La gamme EuroCargo brésilienne équipée du moteur Tector de 5 880 cm3 :
- 170E22 - 4x2 PTR 33 t - 210 ch à 2 700 tr/min - couple 680 N m de 1 200 à 2 100 tr/min,
- 230E24 - 6x2 PTC 33 t - 240 ch à 2 700 tr/min - couple 810 N m de 1 250 à 2 100 tr/min,
- 260E25 - 6x4 PTC 42 t - 250 ch à 2 500 tr/min - couple 950 N m à 1 400 tr/min,

### Iveco Stralis
Lancé en août 2005, le Stralis est parfaitement identique à l'original italien, mais en version tracteur lourd uniquement. Comme celui-ci, il a bénéficié en 2007 d'un profond restyling ce qui a valu le prix du camion de l'année d'Amérique Latine où il détient plus de 18 % de part de marché de son segment.
La gamme Stralis brésilienne :
- 490S38T-S42T - 4x2 PTR 46 t (maxi 60 t) - 380-460 ch à 1500 tr/min- couple 1 800-1 900 N m de 1 000 à 1 400 tr/min,
- 570S38T-S42T - 6x2 PTC 57 t (maxi 60 t) - 380-460 ch à 1500 tr/min- couple 1 800-1 900 N m de 1 000 à 1 400 tr/min,
- 740S42TZ - 6x4 PTC 74 t (maxi 80 t) - 460 ch à 1600 tr/min - couple 1 900 N m de 1 000 à 1 500 tr/min,

### Iveco Cavallino
Ce modèle spécifique au marché local a été lancé en février 2008. Il dérive de l'EuroTech européen dernière génération, dans la configuration tracteur 4x2, avec un PTC de 45 tonnes, équipé du moteur Iveco Cursor 8, un 6 cylindres de 7,8 litres de cylindrée, développant 320 ch à 2 400 tr/min.
La gamme Cavallino :
- 450E32T - 4x2 - PTR 45 tonnes.

### Iveco Tector
Ce modèle spécifique au marché local a été lancé en novembre 2008. Il dérive de l'EuroCargo européen dernière génération, mais dans des configurations propres comme les versions 4x2, 6x2 et 6x4, avec des PTC de 16 à 26 tonnes. Tous les modèles sont équipés du moteur Iveco Tector 6 cylindres de 5,9 litres de cylindrée, développant 250 ch.
La gamme Tector brésilienne :
- 170E25 - 4x2 PTR 33 t - 250 ch à 2 500 tr/min - couple 950 N m à 1 400 tr/min,
- 240E25 - 6x2 PTC 33 t,
- 260E25 - 6x4 PTC 42 t,
- 240E25 Stradale - 6x2.

### Iveco Trakker
Lancé en février 2009, le Trakker est offert en version 6x4 avec les moteurs Iveco Cursor 13 développant 380 ou 420 ch. Le modèle brésilien est destiné aux transports lourds et très lourds puisqu'il a un PTR autorisé de 132 tonnes dans la configuration road-train à 2 semi-remorques ou 176 tonnes en convoi exceptionnel. Il est proposé en version porteur 380T38 ou T42 et tracteur 720T42T. Le véhicule seul est homologué pour 41 tonnes.
La gamme Trakker brésilienne :
- 380T38/42 porteur 6x4 - version de base 41 t - PTRA 132 t pouvant aller à 176 t en convoi exceptionnel.
- 720T42T tracteur 6x4.